# Palais de la culture Bernard Binlin-Dadié d'Abidjan
Le palais de la Culture Bernard Binlin-Dadié, ou Palais de la Culture de Treichville, est le principal bâtiment culturel d'Abidjan.
Situé à Treichville, sur le front lagunaire et entre les deux ponts (pont Félix-Houphouët-Boigny et pont Général-de-Gaulle), il présente la caractéristique d'accueillir le premier avion présidentiel ivoirien, un Fokker F27, aujourd'hui reconverti en bibliothèque baptisée « l'oiseau-livres ».

## Historique
La construction a commencé en 1996 et il fut inauguré le 1er octobre 1999.
Le Palais de la Culture fut construit par les sociétés Gansu Overseas Engineering Corporation et Complant. D'un coût total estimé à 21 milliards de francs CFA, les travaux ont été financés par un prêt sans intérêt de la République populaire de Chine à la Côte d'Ivoire. 
Le théâtre à ciel ouvert de 2 500 places a coûté à lui seul quelque 3 milliards de FCFA.
À la suite de la crise ivoirienne de 2010-2011, le Palais de la Culture a été fortement endommagé, pillé et saccagé.
En septembre 2011, un protocole d’accord a été signé entre la Chine et l'Etat ivoirien en vue de la réhabilitation complète de l'édifice qui nécessite plusieurs mois de travaux. Le palais est cependant resté ouvert pendant les travaux de réhabilitation,.

## Capacité
D'une superficie de 12 900 m2, il contient deux salles de spectacle, de 500 et 1 000 places respectivement, ainsi qu'une salle de répétition de 1 500 m2. À ceci, il faut rajouter plusieurs autres espaces de réception, des terrasses ou encore un ranch pour les chevaux.
La salle Kodjo-Ebouclé a une capacité 605 places.

## Programmation
Si les concerts, notamment d'artistes ouest-africains (Salif Keïta par exemple), sont les événements les plus médiatisées du palais, ce dernier accueille et propose du théâtre, de la danse, un ciné-club, des arts plastiques.

## Administration
Une équipe d’expert chinois est présente depuis son inauguration pour l’entretien et la maintenance des équipements dans le cadre d’une coopération entre l’Etat ivoirien et la République populaire de Chine.
Le Palais de la Culture est dirigé par Sidiki Bakaba de 2000 à 2011, année où Dodo Koné reprend en main le palais et les événements s'y produisant.
Le Palais de la Culture une administration et un établissement public national (EPN) à caractère industriel et commercial.